# Казаринов, Владимир Евгеньевич
Влади́мир Евге́ньевич Каза́ринов (1933—1999) — советский и российский электрохимик, профессор, действительный член РАН (1997). Лауреат Государственной премии СССР.

## Биография
Родился 5 декабря 1933 г. в г. Перово Московской области (семья проживала в пос. Новогиреево МО).
Его отец, Казаринов Евгений Александрович, родился в 1899 г. в Москве, в многодетной семье коммерсанта, инженер, очень одаренный музыкант-любитель, умер в 1952 г. в пос. Новогиреево МО.
Мать Казаринова (Залесская) Милица Васильевна родилась в 1904 г. в селе Кусково Московского уезда в купеческой семье, домохозяйка, умерла в г. Москве в 1985 г.
В 1951 г. окончил среднюю школу и поступил в МГУ им. Ломоносова на биологический факультет с мечтой в будущем заниматься селекцией цветов. После первого курса, как особо преуспевающий, в приказном порядке был переведен на кафедру электрохимии химического факультета МГУ.  В 1956 году окончил химический факультет МГУ специалистом в области фундаментальных проблем электрохимии и электрокатализа. Сразу после окончания МГУ работал старшим лаборантом Института физической химии АН СССР.
С 1958 г. по приглашению академика А. Н. Фрумкина перешел на работу во вновь созданный Институт электрохимии АН СССР младшим научным сотрудником, который возглавил после смерти А. Н. Фрумкина в 1976 году и руководил институтом до своей смерти в 1999 г.
В 1983 году добился присвоения Институту электрохимии имени основателя и первого директора, академика А. Н. Фрумкина. (В настоящее время Институт физической химии и электрохимии имени А. Н. Фрумкина РАН)
В студенческие годы увлекался фотографированием, байдарочным туризмом и пешими походами, потом главным хобби стала рыбалка, особенно зимняя подлёдная. Однако главной страстью в жизни оставалось цветоводство.
В 1962 г. присуждена ученая степень кандидата химических наук.
В 1973 г. присуждена степень доктора химических наук.
В 1979 г.присвоено ученое звание профессора по специальности «электрохимия».
В 1981 г.награжден орденом Трудового Красного Знамени.
В 1985 г. присуждена Государственная премия СССР в области науки и техники за создание и внедрение в народное хозяйство семейства проблемно-ориентированных вычислительных комплексов на основе мини-ЭВМ «Искра-226».
В 1990 г. избран членом-корреспондентом Академии наук СССР.
В 1996 г. присуждена премия Правительства РФ в области науки и техники за разработку и внедрение электрохимических методов детоксикации в медицине.
В 1997 г. избран действительным членом Российской Академии наук
Скончался 12 февраля 1999 г. после повторного инсульта. Похоронен на Троекуровском кладбище.

## Награды
1974 — Бронзовая медаль ВДНХ СССР за разработку принципиально нового метода исследования адсорбции на электродах — метода меченых атомов.
1975 — медаль «За трудовую доблесть» за заслуги в развитии советской науки и в связи с 250-летием АН СССР.
1981 — Орден Трудового Красного Знамени.
1985 — Государственная премия СССР в области науки и техники за создание и внедрение в народное хозяйство семейства проблемно-ориентированных вычислительных комплексов на основе мини-ЭВМ «Искра-226».
1985 — Золотая медаль ВДНХ СССР за участие в выставке «Автоматизация научных исследований».
1996 — присуждена премия Правительства РФ в области науки и техники за разработку и внедрение электрохимических методов детоксикации в медицине.